# إنغريد روبيو
إنغريد روبيو (بالإسبانية: Íngrid Rubio)‏ (و. 1975 – م) هي ممثلة، من إسبانيا، ولدت في برشلونة.

## وصلات خارجية
- إنغريد روبيو على موقع IMDb (الإنجليزية)
- إنغريد روبيو على موقع ألو سيني (الفرنسية)
- إنغريد روبيو على موقع أول موفي (الإنجليزية)
- إنغريد روبيو على موقع قاعدة بيانات الأفلام السويدية (السويدية)
- إنغريد روبيو على موقع قاعدة بيانات الفيلم (الإنجليزية)
- إنغريد روبيو على موقع كينوبويسك (الروسية)